# Bohuslavice (okres Jihlava)
Bohuslavice (za protektorátu německy Wohuslawitz, Bauslawitz) se nachází v okrese Jihlava v Kraji Vysočina 9,5 km jihovýchodně od Telče v nadmořské výšce 542 m. Leží v údolí potoka Vápovky, v jihozápadní části Brtnické vrchoviny. Zleva zde Vápovka přijímá Otvrňský potok a údolí se v tomto místě rozšiřuje. Žije zde 151 obyvatel. Obci Bohuslavice náleží odlehlá osada Otvrň, dříve zde také existovala zaniklá ves Vranůvky.
Sousedními obcemi sídla jsou Rozseč, Nová Říše, Zdeňkov a Vápovice.

## Název
Název se vyvíjel od varianty Bohuslawycz (1353), Bauslawicz (1573), Bohuslawitz (1678, 1718, 1720, 1751), Bohuslawitz a Bohuslawice (1846) k podobě Bohuslawitz a Bohuslavice v roce 1872. Název byl odvozen od osobního jména Bohuslav a přípony -ice, znamenal ves lidí Bohuslavových. Pojmenování je rodu ženského, čísla pomnožného, genitiv Bohuslavic.

## Historie
První písemná zmínka o obci pochází z roku 1353, kdy je v souvislosti s ní uváděn Ota z Bohuslavic, majitel místního statku. Majitelé na dvorci se velmi často střídali, ale od roku 1618 náležela již ves novoříšskému klášteru jako součást jeho panství až do roku 1849. V roce 1843 žilo v Bohuslavicích podle vceňovacího operátu 216 obyvatel ve 33 domech a 49 domácnostech. Byl zde vrchnostenský dvůr. Desátky se odváděly panství Nová Říše, na týdenní úterní trhy se jezdilo do Telče.
Od roku 1849 byla ves součástí klášterního panství Nová Říše. V roce 1976 byly Bohuslavice připojeny pod obec Nová Říše a v roce 1990 se opět osamostatnily. Od roku 2003 spadají jako samostatná obec pod pověřený městský úřad v Telči.

### Hospodářský vývoj obce do současnosti
Ve 2. polovině 19. a v 1. polovině 20. století se většina obyvatelstva obce živila zemědělstvím. V roce 1900 byla výměra hospodářské půdy obce 362 ha. V obci byl lihovar klášterního velkostatku v Nové Říši. Živnosti roku 1911: 1 bednář, 1 kolář, 1 kovář a podkovář, 1 obchodník se smíš. zbožím a 1 obchodník s vejci.
Rok 1924: dvůr a lihovar velkostatku Nová Říše kláštera premonstrátů, živnosti: 1 hostinský, 1 kovář, 1 obchodník se smíš. zbožím, 13 hosp. rolníků.
Obec byla elektrifikována připojením na síť ZME Brno roku 1931. JZD bylo založeno roku 1957, roku 1964 bylo sloučeno s JZD Vápovice a poté v roce. 1974 do JZD Stará Říše. Nyní ZS Stará Říše. Po roce 1945 postaveno: kanalizace, vodovod, plynofikace, požární zbrojnice, úprava rybníka na požární nádrž, protipovodňové zábrany, koupaliště, rodinné domky, areál JZD (kravín, drůbežárna), koňská stáj a jezdecká hala, palírna a moštárna.
Nyní převládající zaměstnání: zemědělství a stavebnictví. Obec se v současné době stává turistickou destinací, především díky rozsáhlému chovu koní, jezdeckým stezkám a chovu dalších druhů užitkových zvířat (různé druhy vodního ptactva, lichokopytníků atd.). V nedávné době zde byl postaven i hotel (z budovy starého vepřína) a přestavba objektů ve vesnici stále pokračuje.

## Přírodní poměry
Bohuslavice leží v okrese Jihlava v Kraji Vysočina. Nachází se 3,5 km jihozápadně od Staré Říše a 1 km od Vápovic, 3 km západně od Rozseče, 1,5 km severně od Nové Říše a 3 km východně od Vystrčenovic. Geomorfologicky je oblast součástí Křižanovské vrchoviny a jejího podcelku Brtnická vrchovina, v jejíž rámci spadá pod geomorfologický okrsek Markvartická pahorkatina. Průměrná nadmořská výška činí 542 metrů. Nejvyšší bod o nadmořské výšce 606 metrů stojí severovýchodně od obce. Bohuslavicemi protéká Vápovka, do níž se jižně od obce vlévá Otvrňský potok, na němž leží východně od Bohuslavic rybník.
Na území obce leží evropsky významná lokalita a přírodní památka Koupaliště u Bohuslavic, kde se nacházejí vodní a mokřadní biotopy s výskytem zvláště chráněných druhů organismů. U kapličky při silnici do Nové Říše roste památná 27metrová lípa velkolistá, jejíž stáří bylo v roce 2012 odhadováno na 220 let.

## Obyvatelstvo
Podle sčítání 1930 zde žilo v 45 domech 215 obyvatel. 214 obyvatel se hlásilo k československé národnosti. Žilo zde 215 římských katolíků.
| Rok  | Počet domů | počet obyvatel |
| ---- | ---------- | -------------- |
| 1880 | 37         | 220            |
| 1900 | 36         | 231            |
| 1921 | 36         | 230            |
| 1930 | 45         | 215            |
| 1947 | 45         | 156            |
| 1950 | 44         | 148            |
| 1970 | 40         | 111            |
| 1982 | 33         | 103            |

## Obecní správa a politika
Bohuslavice jsou členem Mikroregionu Telčsko a místní akční skupiny Mikroregionu Telčsko.
Obec má sedmičlenné zastupitelstvo, v jehož čele stojí starosta Jiří Kovář.
| Období    | Voliči | Účast v % | Mandáty | Výsledky                            | Starosta   |
| --------- | ------ | --------- | ------- | ----------------------------------- | ---------- |
| 2006–2010 | 96     | 64,58     | 7       | 7 SNK I.                            | Jiří Kovář |
| 2010–2014 | 102    | 60,78     | 7       | 7 SNK                               | Jiří Kovář |
| 2014–2018 | 116    | 75,86     | 7       | 5 SNK Bohuslavice 2 SNK II          | Jiří Kovář |
| 2018–2022 | 115    | 66,09     | 7       | 6 SNK Bohuslavice 1 SDH Bohuslavice | Jiří Kovář |

## Hospodářství a doprava
V obci sídlí firmy STARKON STAV, UNIPRO, EKOSPORT, Lihovar a palírna Bohuslavice, Eko - hvězda, Zemědělská společnost Stará Říše a STARKON Nová Říše. Hospodářský Dvůr Bohuslavice provozuje restauraci a ubytování na statku. Obcí prochází silnice II. třídy č. 407 z Nové Říše do Staré Říše a komunikace III. třídy č. 4073 do Rozseč. Dopravní obslužnost zajišťují dopravci ICOM transport a ČSAD Jindřichův Hradec. Autobusy jezdí ve směrech Jihlava, Želetava, Dačice, Stará Říše, Nová Říše a Telč.

## Školství, kultura a sport
Místní děti dojíždějí do základní školy v Nové Říši. Nachází se zde knihovna. Sbor dobrovolných hasičů Bohuslavice byl založen v roce 1953.
V obci působí Centrum hipporehabilitace Mirákl, které se snaží o rehabilitaci postižených dětí.

## Pamětihodnosti

### Borovíčko
Lesík se zažitým názvem Borovíčko se rozprostírá na severozápadním okraji Bohuslavic. Lesík protínají dvě cesty, na jeho severním konci se nachází hájenka. Ta byla v druhé polovině dvacátého století centrem katolické mládeže, takže okolí hájenky je vyzdobeno značným množstvím náboženských znaků - obrázek Panny Marie, sloupky s nápisy "Hallelujah" či "Bůh je Láska". Na přelomu 18. a 19. století byl poblíž hájenky postaven památník na počest znojemského profesora a katechety, Josefa Ernesta Miloty, jenž v Nové Říši složil na konci osmnáctého století svůj premonstrátský slib.

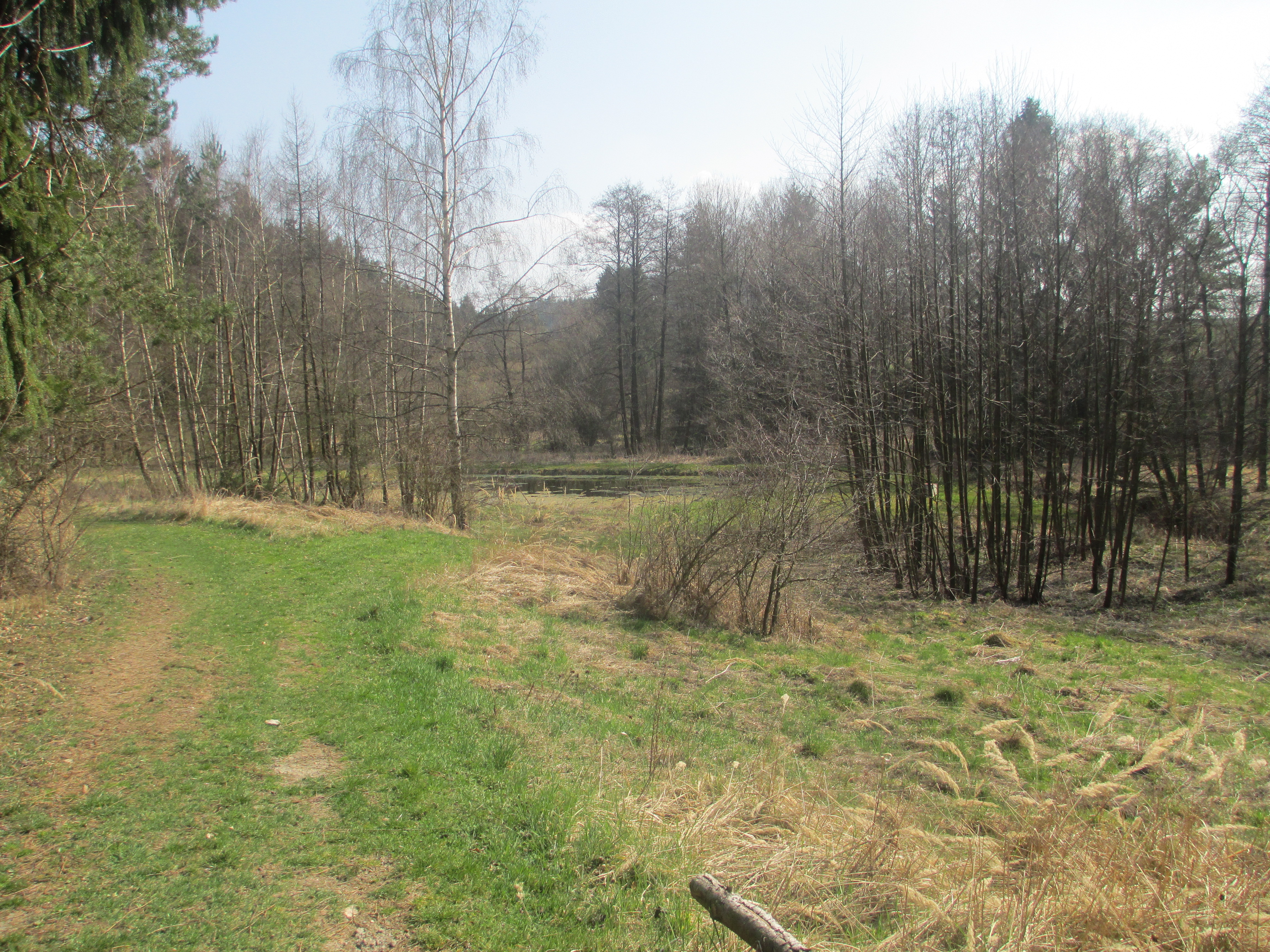
Přírodní památka Koupaliště u Bohuslavic

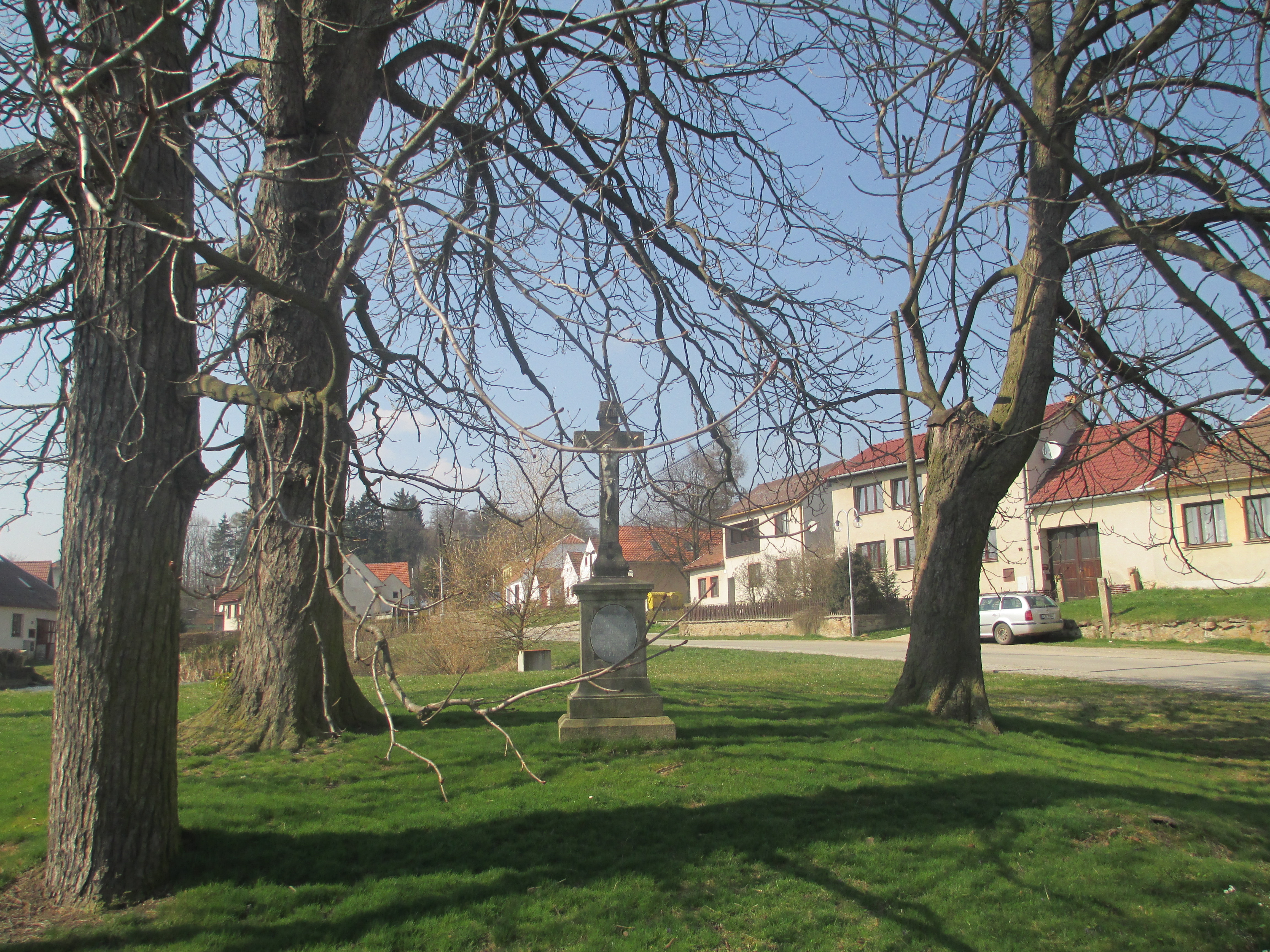
Křížek pod Kaštany

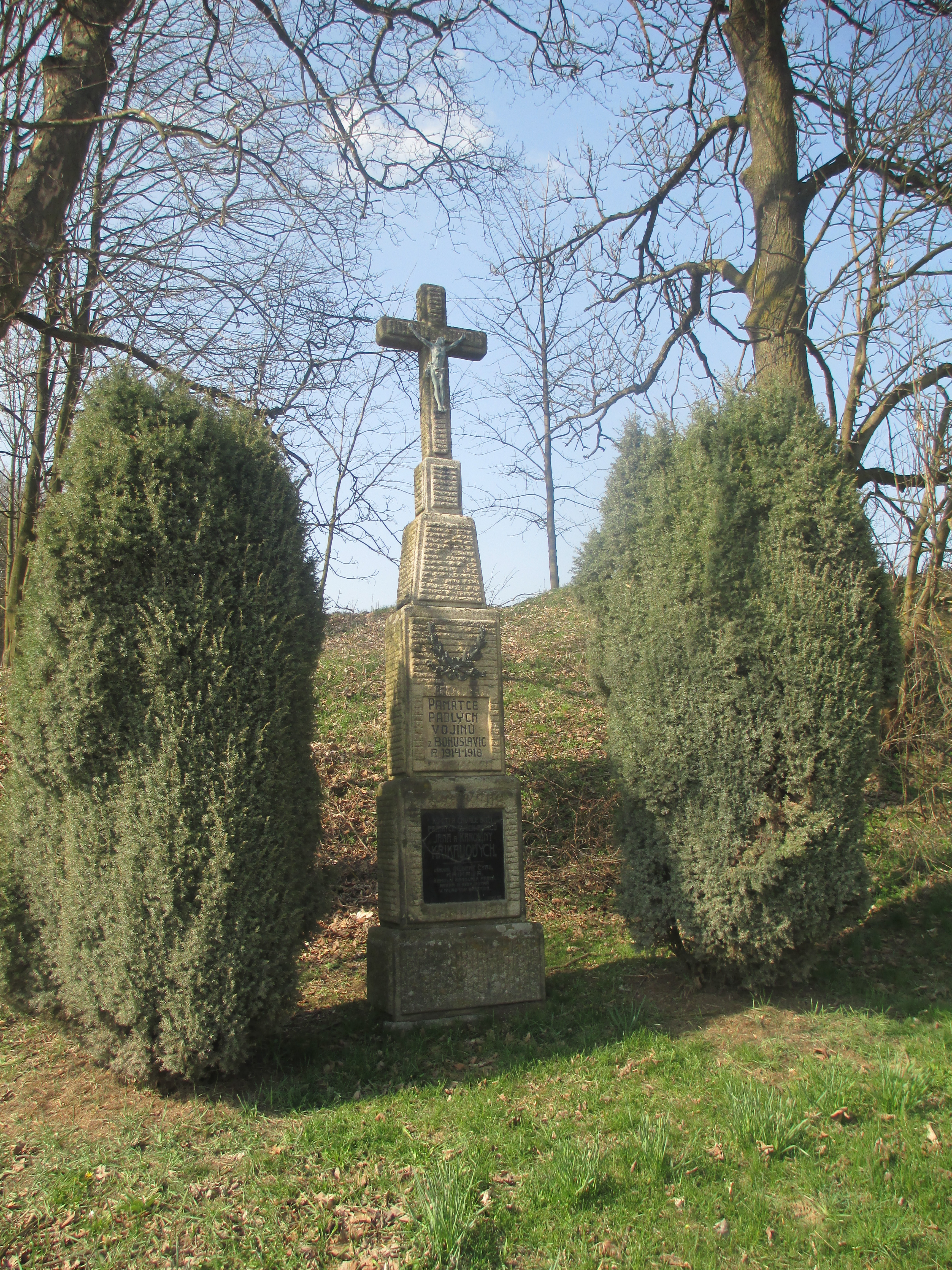
Pomník obětem 1. světové války

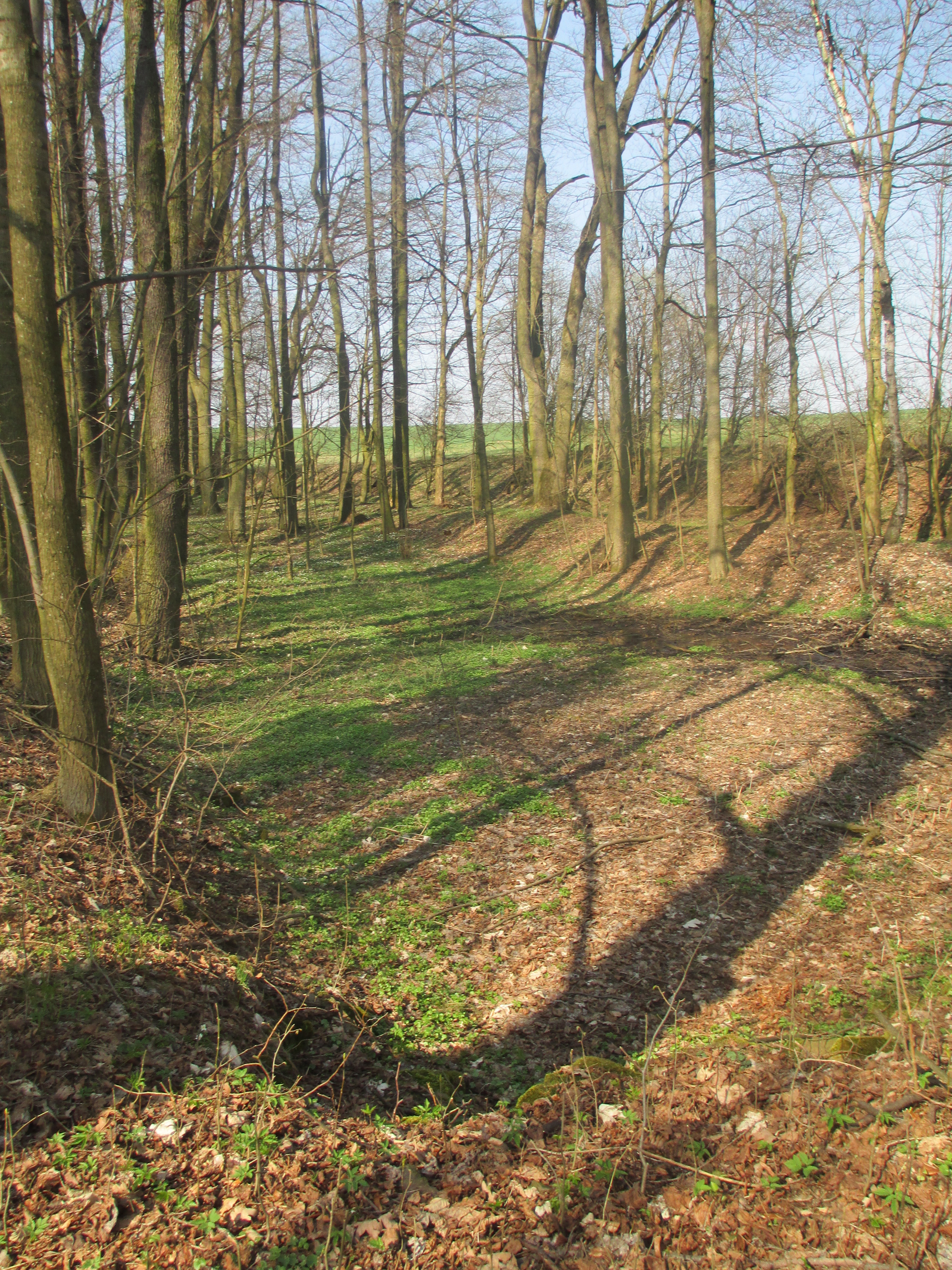
Lesík Borovíčko
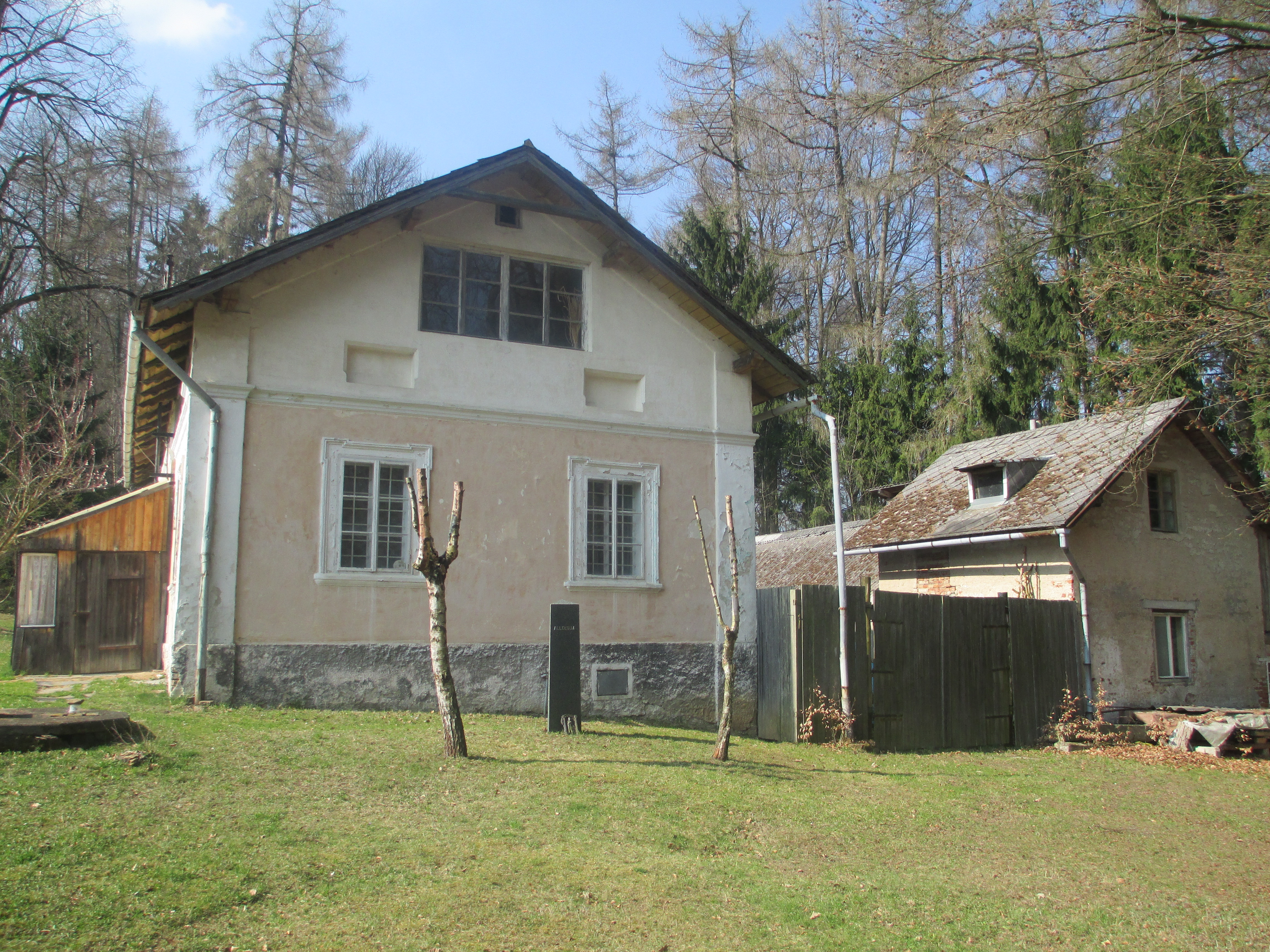
Hájenka
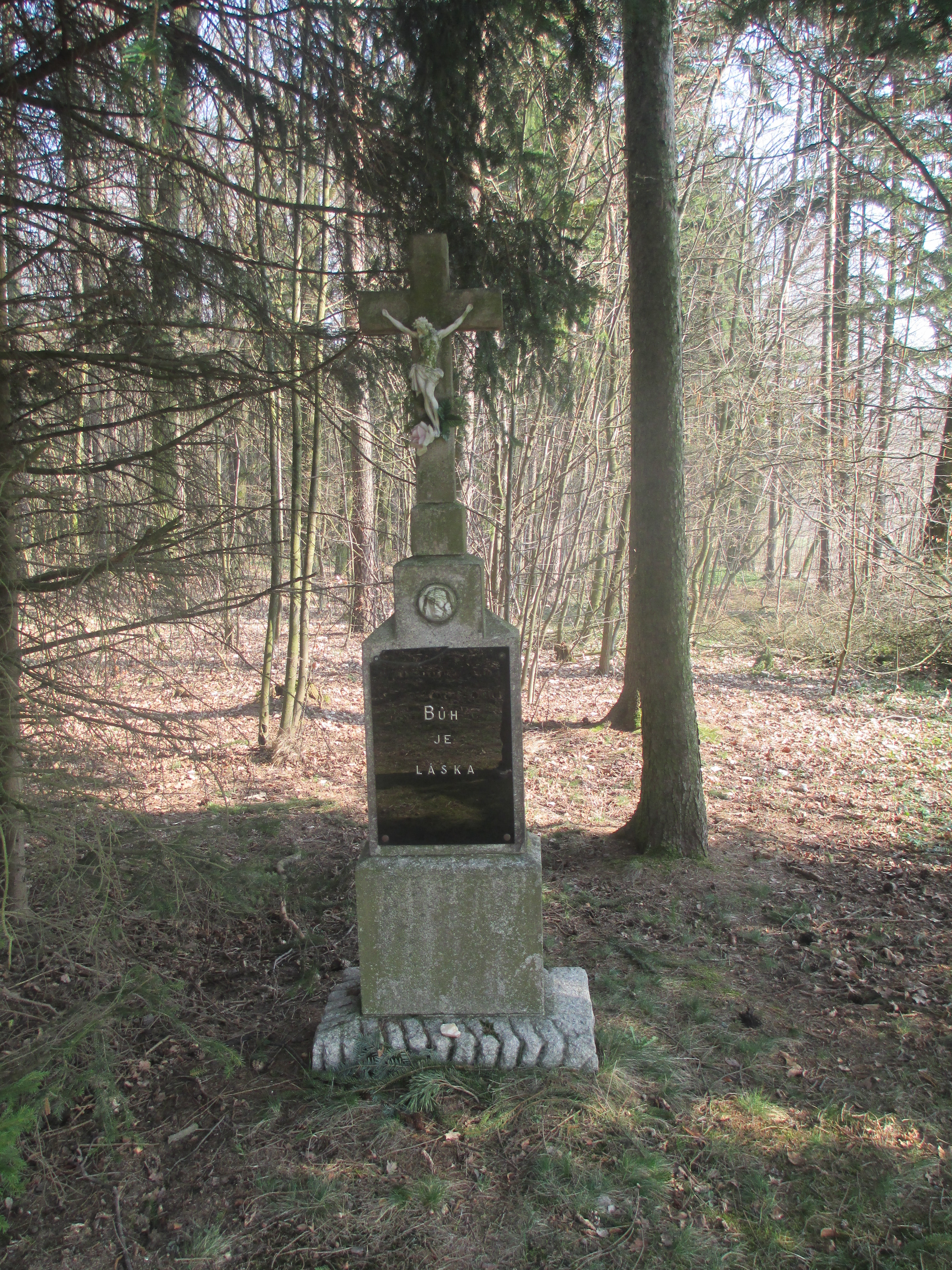
Křížek s u hájenky
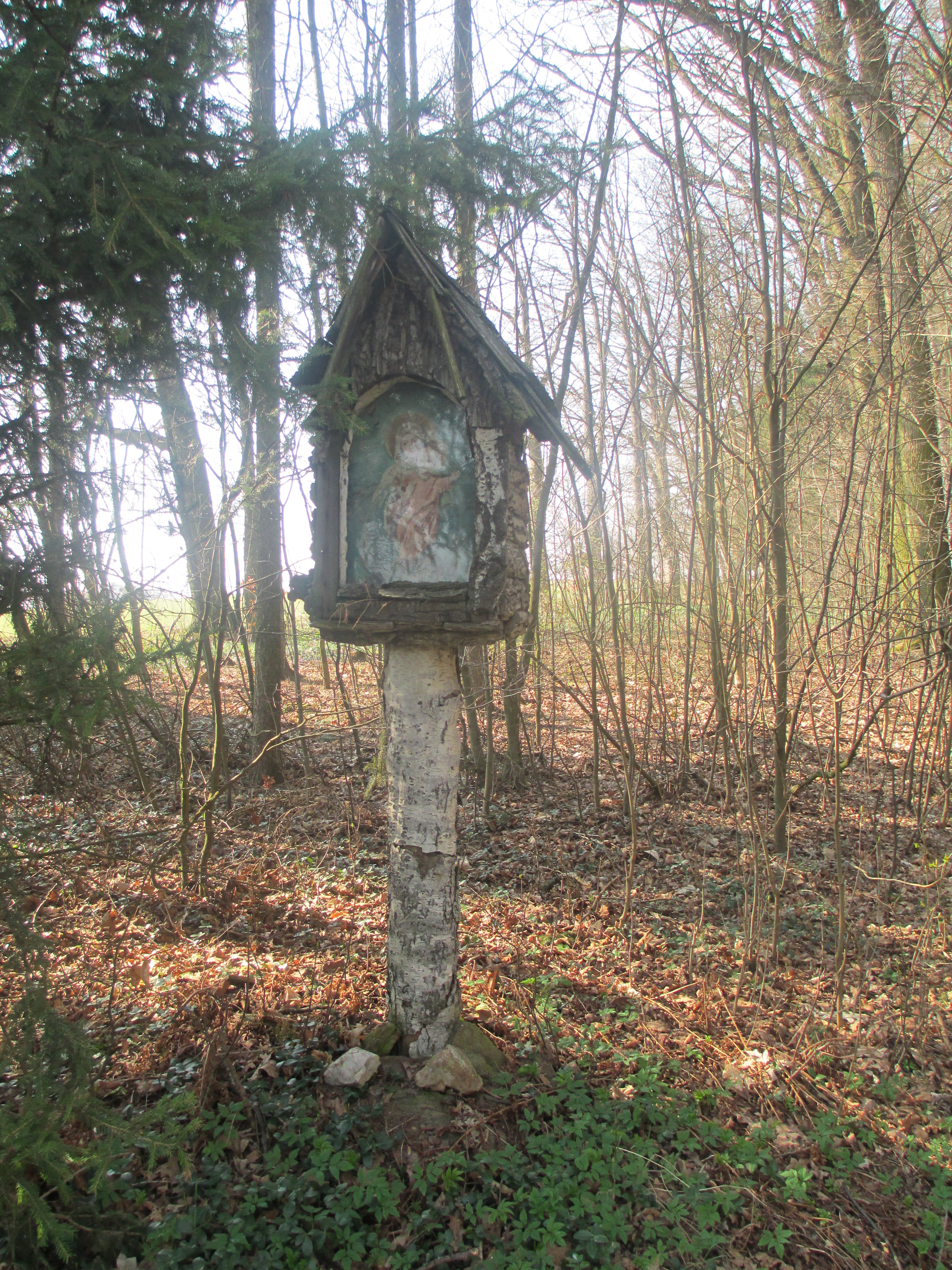
Obrázek Panny Marie
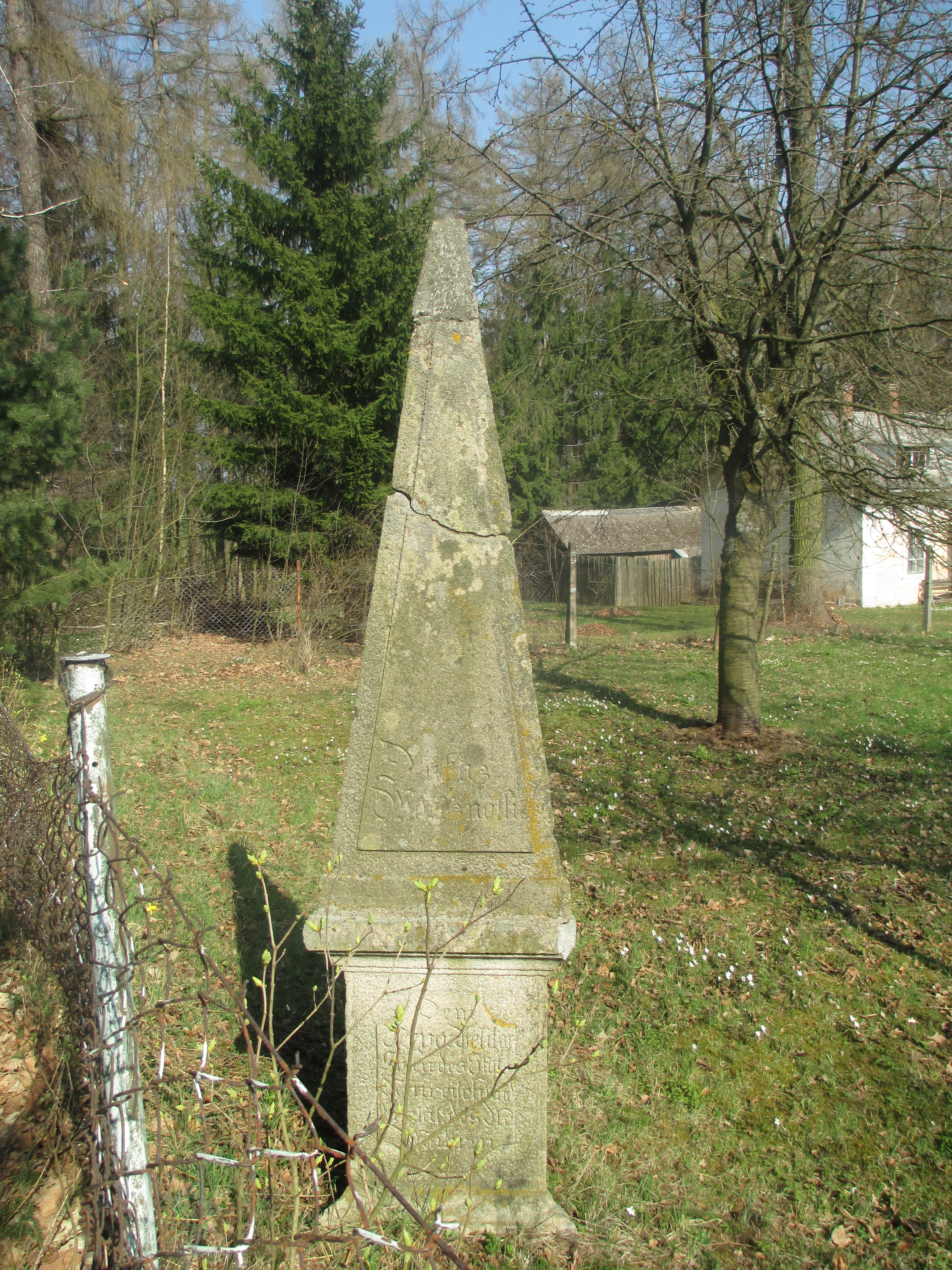
Památník Josefa Miloty

### Koupaliště u Bohuslavic
Koupaliště u Bohuslavice je název chráněného území na jihovýchodě obce při silnici směrem k Rozseči. Území kolem Otvrňského potoka bylo za chráněnou přírodní památku vyhlášeno v roce 2004. Důvodem je, že v místní nádrži, mělké a obložené betonovými panely, jenž byla dříve využívána jakou koupaliště, se množí zástupci druhu čolka velkého a tvoří zde jednu z nejvýznamnějších populací svého druhu na Vysočině. Nádrž je každoročně čištěna, což pomáhá populaci obojživelníků udržovat. Celá oblast má rozlohu zhruba pět hektarů a jde o zvláštní mokřadní biotop, kde je převládajícím druhem půdy niva.

### Křížek pod Kaštany
Na návsi Bohuslavic, vedle vodní nádrže, můžeme nalézt křížek, postavený roku 1875 rodinou Marvanových (což byl jeden z nejzámožnějších rodů obce). Karel a Marie Marvanovi kolem křížku dále vysadili čtyři kaštany, které, pokud by všechny zůstaly stát, by byly již 140 let staré. Tohoto věku dosahují ze čtyř pouze tři stromy, čtvrtý padl při mohutné vichřici dne 6. května 1989 a na jeho místě byl zasazen kaštan nový. Pod stromy dále stála dřevěná zvonička z roku 1987 s železným kováním, které mělo působit dojem, že zvonička je mnohem starší. Zvon však byl mnohem starší, ulit již v osmnáctém století. Dnes stojí na místě této zvoničky zvonička nová, vytvořená ze jediného kusu kamene. Ta byla postavena v roce 2013.

### Další pamětihodnosti
- Na jihozápadním okraji obce při silnici na Novou Říši poklona z 2. poloviny 18. století s obrázkem Panny Marie Vyderské od barokního malíře Václava Floriána.
- Kamenný Křikavův kříž, pomník obětem 1. světové války
- Na katastru obce stávala zaniklá ves Vranůvky, kterou připomíná stejnojmenná polní trať směrem k Rozseči.
- Památný strom – lípa velkolistá, roste u kapličky při silnici do Nové Říše